# Jean-Pierre Tizon
Jean-Pierre Tizon (* 26. Oktober 1920 in Ducey; † 8. November 2012 ebenda) war ein französischer Mediziner und Politiker.

## Leben
Tizon vertrat von 1983 bis 1998 das Département Manche im französischen Senat. Zuvor war er Bürgermeister des Gemeindeverwaltungsverbandes Ducey. Er setzte sich zusammen mit seiner Ehefrau Geneviève Tizon für eine Städtepartnerschaft Duceys mit der baden-württembergischen Stadt Laichingen ein, die am 10. Mai 1986 in Ducey und am 14. Juni 1986 in Laichingen durch Unterzeichnung einer Partnerschaftsurkunde zustande kam. Im Jahr 2006 erhielt er die Ehrenbürgerschaft der Stadt Laichingen.